# عزلة الطلح (صعدة)

تعديل مصدري - تعديل

عزلة الطلح هي إحدى عزل مديرية سحار في محافظة صعدة اليمنية ويبلغ تعداد سكانها 23577 نسمة حسب التعداد السكاني في اليمن لعام 2004.

## روابط خارجية
- الجهاز المركزي للإحصاء بالجمهورية اليمنية
- المركز الوطني للمعلومات باليمن
- World Gazetteer:Yemen
- الدليل الشامل